# 第379歩兵師団 (ベトナム陸軍)
第379歩兵師団（Sư đoàn 379 bộ binh）は、ベトナム人民軍（陸軍）の師団の1つ。

## 歴史
- 1979年3月 - ベトナム中部で編成され、第4軍区に従属
- 1979年9月 - ラオスに進駐し、第678兵団の指揮下に入る。ラオスでは、武装勢力の掃討と辺境地区の守備に従事
- 1982年 - ラオス政府より一級ラオス英雄勲章を授与される。
- 1983年 - ベトナム・ラオス合同軍事演習「友誼83」に参加
- 1985年 - ラオス軍の部隊訓練と経済建設に従事
- 1988年3月 - ラオス孟賽地区からベトナム国内に撤収

## 編制
- 第182歩兵連隊　（Trung đoàn 182 bộ binh）
- 第184歩兵連隊　（Trung đoàn 184 bộ binh）
- 第825歩兵連隊　（Trung đoàn 825 bộ binh）
- 第484砲兵連隊　（Trung đoàn 484 pháo binh）